# Vaulx, Pas-de-Calais
Vaulx là một xã ở tỉnh Pas-de-Calais, vùng Hauts-de-France của Pháp.

## Geography
Vaulx tọa lạc 34 dặm (54,7 km) phía tây Arras, tại giao lộ của các tuyến đườngroads D121 and C103.

## Dân số
| 1962                                                         | 1968 | 1975 | 1982 | 1990 | 1999 | 2006 |
| ------------------------------------------------------------ | ---- | ---- | ---- | ---- | ---- | ---- |
| 148                                                          | 129  | 118  | 103  | 83   | 83   | 92   |
| Số liệu điều tra dân số từ năm 1962: Dân số không tính trùng |      |      |      |      |      |      |

## Địa điểm nổi bật
- Nhà thờ St. Martin, thế kỷ 18.
- Lâu đài thế kỷ 18.